# Eslovênia nos Jogos Olímpicos de Inverno de 2014
A Eslovênia participou dos Jogos Olímpicos de Inverno de 2014, realizados na cidade de Sóchi, na Rússia. Foi a sétima aparição do país em Olimpíadas de Inverno.

## Medalhas
| Atleta        | Esporte             | Evento                            | Medalha |
| ------------- | ------------------- | --------------------------------- | ------- |
| Tina Maze     | Esqui alpino        | Downhill feminino                 | Ouro    |
| Tina Maze     | Esqui alpino        | Slalom gigante feminino           | Ouro    |
| Peter Prevc   | Salto de esqui      | Pista normal individual masculino | Prata   |
| Žan Košir     | Snowboard           | Slalom paralelo masculino         | Prata   |
| Vesna Fabjan  | Esqui cross-country | Velocidade individual feminino    | Bronze  |
| Teja Gregorin | Biatlo              | Perseguição feminino              | Bronze  |
| Peter Prevc   | Salto de esqui      | Pista longa individual masculino  | Bronze  |
| Žan Košir     | Snowboard           | Slalom gigante paralelo masculino | Bronze  |

Legenda
| Recorde mundial      | Recorde mundial (World record)               |                       | Recorde africano                      | Recorde africano (African) |                                           | Q | Classificado por posição (Qualified) |
| Recorde olímpico     | Recorde olímpico (Olympic record)            | Recorde da América    | Recorde da América (Americas)         | q                          | Classificado por melhor tempo (Qualified) |   |                                      |
| Melhor marca do ano  | Melhor marca do ano (World leading)          | Recorde asiático      | Recorde asiático (Asian)              | DNS                        | Não largou (Did not start)                |   |                                      |
| Recorde nacional     | Recorde nacional (National record)           | Recorde europeu       | Recorde europeu (European)            | DNF                        | Não terminou (Did not finish)             |   |                                      |
| Recorde pessoal      | Recorde pessoal do atleta (Personal best)    | Recorde da Oceania    | Recorde da Oceania (Oceania)          | DSQ / DQ                   | Desclassificado (Disqualified)            |   |                                      |
| Recorde da temporada | Recorde da temporada do atleta (Season best) | Recorde sul-americano | Recorde sul-americano (South America) | NM                         | Sem marca (No mark)                       |   |                                      |